# T+Pazolite
T+Pazolite (トパゾライト, topaizoraito), également stylisé t+pazolite, de son vrai nom Tomoyuki Hamada, est un producteur de techno hardcore japonais.

## Biographie
T+Pazolite démarre ses activités musicales en 2004. Dans un premier temps, il compose et auto-produit pour son propre label, appelé CHS (un acronyme pour Cutie and Headshaking Sounds). Il rejoint ensuite le label Hardcore Tano*C auquel il participe à de nombreuses compilations. 
En 2016, il participe aux bandes son des applications mobiles Groove Coaster 2 Original Style. À la fin 2016 sort la compilation Gothic wa Mahouotome Super Compilation CD -LOVE MIX sur laquelle il participe et Groove Coaster 2 Heavnly Festival. Au fil du temps, ses chansons se retrouvent dans plusieurs jeux de rythme publiés par Konami,. Il est crédité dans l'épisode 14 de la Japan Anima(tor)'s Exhibition (日本アニメ（ーター）見本市). En 2017, il participe à la bande-son du jeu War of Brains Re:Boot. La JAEPO LIVE 2017 PartyNight2～パーリナイ2～（祭） fait aussi participer T+Pazolite, en début d'année 2017.
En 2021, il participe au remix d’une musique originale du jeu D4DJ Groovy Mix (ja) produit par D4DJ[réf. nécessaire].

## Discographie

### Albums studio
- 2006 : Unlimited Spark! (CHS)
- 2007 : GottaMaze ～ゴタマゼ～ (CHS)
- 2008 : UltraCute!? (CHS)
- 2009 : Unconnected (CHS)
- 2009 : GottaMaze2 (CHS)
- 2010 : RESetup (CHS)
- 2010 : Honey I Scream! (CHS)
- 2011 : Samplejunk (CHS)
- 2011 : Songs For X Girlz (Hardcore Tano*C)
- 2012 : Answer From X Girlz (CHS)
- 2012 : So Many Materials (CHS)
- 2012 : Ultra Cutie Breakin'!!!! (CHS)
- 2013 : 絢爛喧騒オリエント (CHS)
- 2014 : Ponko2 Girlish
- 2018 : Good Evening, HOLLOWood (CHS)
- 2020 : without Permission (CHS)

### EP
- 2011 : tpz Gomen Nasai EP
- 2011 : Hommaging Greats
- 2011 : Cutie Breaks E.P.

### Collaborations
- 2007 : t+pazolite / 篠螺悠那 - Neetmania (CHS)
- 2008 : t+pazolite / RoughSketch - 108 Sketches (CHSHC)
- 2011 : t+pazolite / RoughSketch - 108 Sketches 2 (CHSHC)
- 2013 : t+pazolite / RoughSketch - 108 Sketches 3 (CHSHC)
- 2015 : t+pazolite / RoughSketch - 108 Sketches 4 (CHSHC)
- 2016 : Aran, Massive New Krew & t+pazolite - Tri▼Force (CHS)
- 2017 : t+pazolite / RoughSketch - 108 Sketches 5 (CHSHC)